# Marie Goretti Boltnarová
Marie Goretti Boltnarová (1. ledna 1934 Svatobořice – 8. března 2022) byla česká katolická řeholnice, boromejka a místopředsedkyně Nadace Dobré dílo sester sv. Karla Boromejského. Prezident Václav Klaus jí 28. října 2007 udělil Medaili Za zásluhy za její dílo v oblasti výchovy a péče o nemocné.